# Peter Marinus Thomsen
Peter Marinus Thomsen, conosciuto anche come PM Thomsen (Drammen, 7 marzo 1832 – 30 marzo 1871) è stato un fotografo norvegese.

## Biografia

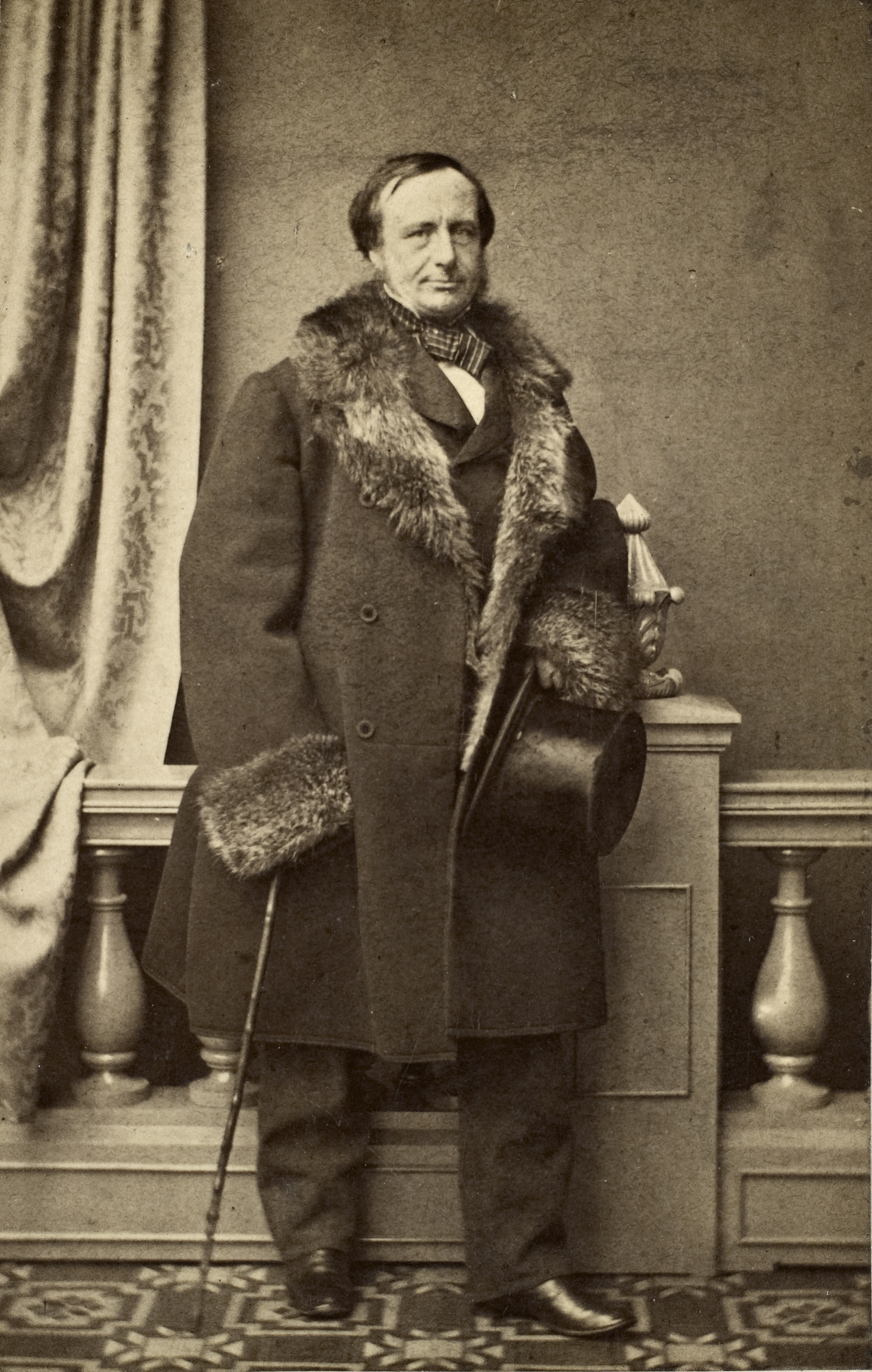
Lo storico Peter Andreas Munch, studio Olsen & Thomsen

Era il figlio del commerciante Hendrich e di Karen Bruun (1798–1864). Sua sorella Margarethe era la direttrice del telegrafo a Vestby mentre la sorella Emilie viveva a Moss, dove dirigeva la scuola femminile. 
Nel 1859 aprì lo studio fotografico assieme al pittore ritrattista, allora piuttosto noto, Christian Olsen, dando vita all'atelier "Olsen & Thomsen", dove il secondo scattava fotografie, ed il primo oltre a ritoccarle, ne faceva dei ritratti ad olio per i clienti interessati.
Nel 1860 sposò Thea Tostensen, che risulterà vedova nel censimento del 1875 e in quelli successivi. L'atelier con Olsen ebbe vita breve: nel 1865 fu messo in vendita, assieme a tutto l'archivio delle lastre di vetro dei negativi, e fu acquistato dalla fotografa Mimi Frellsen che si presume fosse già presente nello studio come praticante ed assistente, tanto che lo stesso Peter Marinus Thomsen, firmandosi "PM Thomsen", ne raccomanda i qualificati servigi ai clienti su vari giornali.
Dopo aver venduto lo studio, si dedicò al commerciò trasferendosi a Moss; in diversi annunci sul giornale locale si definì ancora fotografo, mentre dal 1867 fino probabilmente all'ultimo annuncio, quindici giorni prima di morire, risultò venditore di diversi prodotti.
Alcuni testi, come ad esempio il libro di Susanne Bonge, Eldre norske fotografer (Vecchi Fotografi norvegesi) del 1980, hanno confuso le identità di PM Thomsen e di Marie Thomsen, vissuta circa nello stesso periodo, ma di cui non si hanno notizie certe sull'attività svolta. Marie Thomsen viene spesso indicata come fotografa e socia dell'atelier "Olsen & Thomsen", ma presumibilmente fu solo una pittrice: in alcuni annunci pubblicati dopo la morte di PM Thomsen, offriva i suoi servizi per realizzare degli olii tratti da foto.